# Rhyacia subdecora
Rhyacia subdecora är en fjärilsart som beskrevs av Otto Staudinger 1888. Rhyacia subdecora ingår i släktet Rhyacia och familjen nattflyn. Inga underarter finns listade.